# Pakistan ai Giochi della XXIV Olimpiade
Il Pakistan partecipò ai Giochi della XXIV Olimpiade, svoltisi a Seul, Corea del Sud, dal 17 settembre al 2 ottobre 1988, con una delegazione di 30 atleti impegnati in sei discipline.